# Upplands runinskrifter NOR2000;37
Upplands runinskrifter NOR2000;37 är tre vikingatida runstensfragment av mörkröd sandsten som hittades i kvarteret Tryckaren, Sigtuna och Sigtuna kommun 1998 och 1999. De förvaras på Sigtuna museum.

## Inskriften
Translitterering av runraden:
§A ... ...eir- ... 
§B · þeir (:) f--... ... 
§C ... reisa : -... ...
Normalisering till fornvästnordiska:
§A ... [þ]æiʀ[a](?) ... 
§B þæiʀ ... ... 
§C ... ræisa ... ...
Översättning till nusvenska:
§A ... deras(?) ... 
§B de ... 
§C ... reste ...